# Casa Senyorial d'Arendole
La Casa Senyorial d'Arendole  (en letó: Vecbornes muiža) es troba a la regió històrica de Latgàlia, al municipi de Vārkava de l'est de Letònia.